# Challenger Ciudad de Guayaquil 2023
Il Challenger Ciudad de Guayaquil 2023 è stato un torneo maschile di tennis professionistico giocato sulla terra rossa. È stata la 22ª edizione del torneo, facente parte della categoria Challenger 75 nell'ambito dell'ATP Challenger Tour 2023. Si è giocato al Guayaquil Tennis Club di Guayaquil, in Ecuador, dal 30 ottobre al 5 novembre 2023.

## Partecipanti

### Teste di serie
| Nazionalità | Giocatore             | Ranking* | Testa di serie |
| ----------- | --------------------- | -------- | -------------- |
| Argentina   | Federico Coria        | 76       | 1              |
| Colombia    | Daniel Elahi Galán    | 98       | 2              |
| Argentina   | Facundo Díaz Acosta   | 109      | 3              |
| Argentina   | Juan Manuel Cerúndolo | 114      | 4              |
| Cile        | Alejandro Tabilo      | 122      | 5              |
| Bolivia     | Hugo Dellien          | 129      | 6              |
| Brasile     | Felipe Meligeni Alves | 144      | 7              |
| Argentina   | Camilo Ugo Carabelli  | 153      | 8              |

* Ranking al 23 ottobre 2023.

### Altri partecipanti
I seguenti giocatori hanno ricevuto una wild card per il tabellone principale:
- Andrés Andrade
- Daniel Elahi Galán
- Álvaro Guillén Meza

I seguenti giocatori sono passati dalle qualificazioni:
- Nicolás Mejía
- Juan Bautista Torres
- Max Houkes
- Carlos Taberner
- Gonzalo Bueno
- Gerard Campana Lee

Il seguente giocatore è entrato in tabellone come lucky loser:
- Alex Barrena

## Punti e montepremi
| Torneo    | Torneo              | V      | F     | SF    | QF    | 2T    | 1T  | Q | Q2  | Q1  |
| Singolare | Punti               | 75     | 50    | 30    | 16    | 7     | 0   | 4 | 2   | 0   |
| Singolare | Premi in denaro ($) | 10,840 | 6,355 | 3,780 | 2,200 | 1,300 | 780 | – | 390 | 200 |
| Doppio    | Punti               | 75     | 50    | 30    | 16    | –     | 0   | – | –   | –   |
| Doppio    | Premi in denaro ($) | 4,645  | 2,700 | 1,630 | 965   | –     | 545 | – | –   | –   |

## Campioni

### Singolare
Alejandro Tabilo ha sconfitto in finale  Daniel Elahi Galán con il punteggio di 6–2, 6–2.

### Doppio
Arklon Huertas Del Pino /  Conner Huertas Del Pino hanno sconfitto in finale  Luca Margaroli /  Santiago Fa Rodríguez Taverna con il punteggio di 6–3, 6–1.